# Mapletown
Mapletown es un lugar designado por el censo ubicado en el condado de Huntingdon en el estado estadounidense de Pensilvania. En el año 2010 tenía una población de 130 habitantes.

## Geografía
Mapletown se encuentra ubicado en las coordenadas 39°48′18″N 79°56′26″O / 39.80500, -79.94056.. Según la Oficina del Censo de los Estados Unidos, Mapletown tiene una superficie total de 0,39 mi² (1 km²), de la cual 0,39 mi² (1 km²) corresponden a tierra firme y 0 mi² (0 km²) es agua.